# Gaston Hugues Ilunga Kampete
Gaston Hugues Ilunga Kampete, né le 24 novembre 1964 à Lubumbashi, est un général congolais (RDC), nommé commandant de la garde républicaine (en) le 16 novembre 2014. Il est visé par des sanctions européennes pour son rôle dans les violences commises par le régime du président Joseph Kabila.

## Biographie
Issu de l'ethnie Luba, Gaston Ilunga est né le 24 novembre 1964 à Lubumbashi dans l'ancien Katanga. 

### Sous Mobutu
Il sert d'abord dans la Division Spéciale Présidentielle du président du Zaïre Mobutu. En 1997, il commande un escadron de chars lors de la bataille de Kenge, qui voit finalement les rebelles de l'alliance des forces démocratiques pour la libération du Congo chasser Mobutu.

### Sous Kabila père
Laurent-Désiré Kabila devient chef du gouvernement de salut public congolais en mai 1997. Après un exil de quelques mois, Ilunga Kampete revient en RDC. Il reçoit le commandement de la brigade blindée de la composante terrestre des forces armées de la république démocratique du Congo, la composante terrestre étant alors dirigée par Joseph Kabila dont il gagne la confiance grâce au général François Olenga (en). Lors de la bataille de Pweto en 2000, l'unité d'Ilunga Kampete est mise en déroute et interné en Zambie.

### Sous Kabila fils
Après la défaite des FARDC lors de la bataille de Goma face au M23 en 2012, il est nommé le 20 avril 2013 coordonnateur de la Task Force de la garde républicaine (GR). Cette unité d'élite, commandée par Mohindo Akili, avait fait preuve de peu d'efficacité. Ilunga Kampete participe en conséquence aux offensives victorieuses des FARDC contre le M23. En août 2014, il calme la grogne contre le régime Kabila d'officiers de la GR fidèles à John Numbi. Le 16 novembre 2014, il devient commandant de la GR. En 2015, la GR réprime sous son commandement des manifestations à Kinshasa contre le régime, 38 manifestants étant tués par balles par les forces de sécurité. En septembre 2016, il installe son centre de commandement dans la capitale et aurait donné l'ordre « d'écraser » les manifestants demandant le départ de Kabila. Cette violente répression provoque son inscription le 12 décembre 2016 sur la liste des personnalités congolaises sanctionnés par l'Union Européenne et par les États-Unis. Il est également sanctionné par la Suisse le 21 février 2017.